# Otus alfredi
Mocho-d'orelhas-das-flores ou mocho-de-orelhas-de-flores (Otus alfredi) é uma espécie de ave estrigiforme pertencente à família Strigidae e endêmica da ilha das Flores, Indonésia.